# Pelicinus mahei
Pelicinus mahei là một loài nhện trong họ Oonopidae.
Loài này thuộc chi Pelicinus. Pelicinus mahei được P. L. G. Benoit miêu tả năm 1979.